# Tetramesa californicum
Tetramesa californicum is een vliesvleugelig insect uit de familie Eurytomidae. De wetenschappelijke naam is voor het eerst geldig gepubliceerd in 1896 door Howard.